# Iwan Ossipowitsch Witt

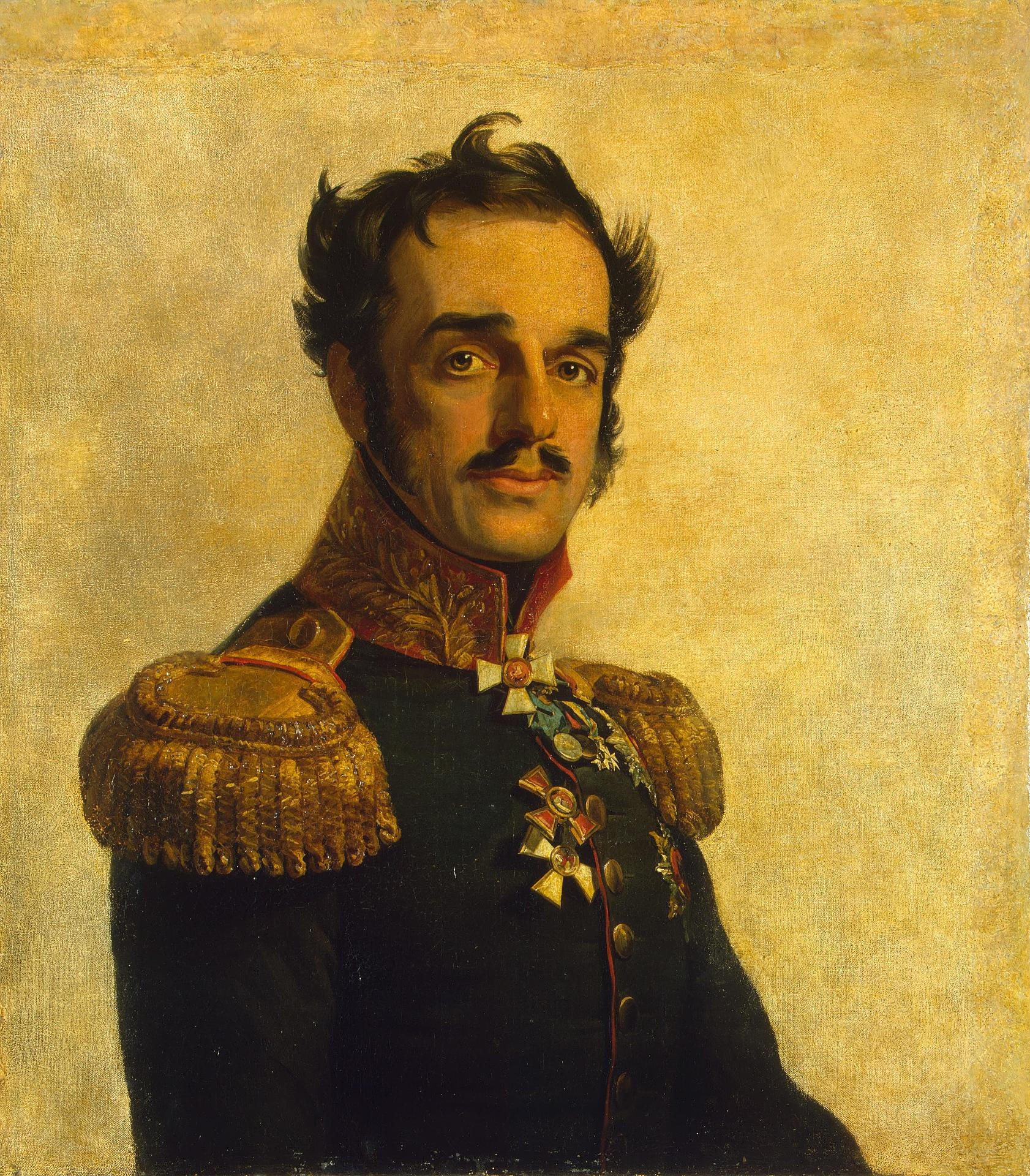
Graf Iwan Osipowitsch Witt, Gemälde von George Dawe

Graf Iwan Ossipowitsch Witt (russisch Иван Осипович Витт, * 17. Dezember 1781; † 21. Juni 1840 auf der Krim) war ein russischer General der Kavallerie, im Krieg von 1812 befehligte er ukrainische Kosakenregimenter und fungierte als Offizier des Geheimdienstes.

## Leben
Der Enkel eines Architekten und Generals Jan de Witte (1709–1785) war niederländischer Herkunft. Sein Vater Joseph de Witt (1738–1814) war polnisch-ukrainischer Landbesitzer und Kommandant der Festung Kamenez-Podolsk. Iwan Ossipowitsch war als geborener Pole katholisch erzogen, konvertierte später aber nach Erhalt der russischen Staatsbürgerschaft zur Orthodoxie.

### Frühe Militärkarriere
Am 17. September 1792 wurde er als Kornett beim Kavallerie-Regiment der Leibgarde eingetragen, sein Eintritt erfolgte  aber erst am 28. August 1796. Am 11. August 1798 wurde er zum Secondeleutnant und am 2. April 1799 zum Leutnant befördert. Nach seiner Ernennung zum Hauptmann (am 5. Oktober 1799), wurde er ab Jahresbeginn 1800 zur regulären Kavallerie versetzt und am 6. März 1801 zum Kapitän befördert. Am 4. Oktober 1801 wurde er zum Oberst und zum Kommandeur der 1. Reiterschwadron ernannt, seit 1802 diente er im Kürassier-Regiment Ihrer Majestät. Zu Beginn der Regierungszeit Alexanders I. befand er sich im Hauptquartier des Gardekorps, wo seine Aufgaben die Sammlung und Analyse von Informationen über die europäischen Armeen sowie das Studium ihrer Statuten umfasste. Im Feldzug 1805 wurde er in der Schlacht von Austerlitz durch eine Kanonenkugel am rechten Bein schwer verwundet, seine Soldaten flohen in Unordnung. Er wurde am 27. Dezember 1806 aufgrund seiner Kriegsverletzungen verabschiedet, nach dem Frieden von Tilsit zog er sich vorläufig ins Privatleben zurück.
1809 meldete er sich freiwillig zum Dienst bei der Armee zurück, er wurde bei der Armee in Galizien eingesetzt, die aufgestellt worden war, um im Sinne Frankreichs die Grenze gegen die Österreicher zu beobachten. Während seines Aufenthalts in Paris heiratete er Józefa Lubomirska (1764–1851), eine Tochter von Kasper Lubomirski, einer Schwägerin von Maria Walewska, die damals Geliebte des Kaisers Napoleon wurde.

### Im Vaterländischen Krieg
In den Jahren 1811–1812 unternahm er mehrere Inspektionen nach Polen, dabei nutzte er persönliche und familiäre Verbindungen zum polnischen Adel, um ein Spionagenetz aufzubauen. Im Sommer 1812 stellte er in der Ukraine vier Kosakenregimenter gegen die französische Invasion auf, am 14. Juni wurde er Kommandeur der 1. ukrainischen Kosaken-Brigade. Er fand dann Verwendung als Chef des Geheimdienstes der bei der Westfront eingesetzten 2. Armee von Fürst Pjotr Iwanowitsch Bagration. Zwei Wochen vor dem Einmarsch der Grande Armee in Russland schwamm Graf de Witt über den Njemen und landete im Hauptquartier der Armee von Barclay de Tolly, dem er detaillierte Informationen über die Offensivpläne der Franzosen vorlegte. Dann wurde ihm eine persönliche Audienz beim Zaren zugesprochen, das vertrauliche Gespräch dauerte mehrere Stunden.
Am 18. Oktober 1812 erfolgte seine Beförderung zum Generalmajor und am 24. Februar 1813 wurde er zum Chef des 1. ukrainischen Kosakenregiments ernannt. 1813 kämpfte er in der Schlacht von Kalisch und erhielt am 22. Februar den Orden des Heiligen Georg 3. Klasse verliehen. Dann nahm er an den Schlacht bei Lützen, Bautzen, an der Katzbach (hier erwarb er den Orden der Hl. Anna 1. Klasse) und an der Völkerschlacht bei Leipzig teil. Im Feldzug von 1814 kämpfte er bei Laon und Craonne, und schließlich vor Montmartre.

### Nach dem Krieg
Er organisierte nach dem Krieg die militärischen Stützpunkte im Süden der Ukraine und setzte auch seine im Krieg begonnenen Spionageaktivitäten fort. Während eines Aufenthalts in Odessa begann Graf de Witt eine Beziehung zur polnischen Aristokratin Karolina Sobanska. Im Mai 1818 erklärte sich Zar Alexander I. mit den Ergebnissen seines Günstlings sehr zufrieden und am 6. Mai 1818 folgte die Beförderung zum Generalleutnant. Am 17. Oktober 1823 erhielt der General für seine "Erfolge bei der Organisation der südlichen Garnisonen" das Kommando über das 3. Reserve-Kavalleriekorps der Süd-Armee mit der gleichzeitigen Verleihung der Orden des Heiligen Wladimir 1. Klasse und des Alexander Newski-Ordens.
Witt nahm am Russisch-Türkischer Krieg (1828–1829) teil. Am 21. April 1829 erhielt er den Rang eines Generals der Kavallerie, am 30. August 1831 wurde er zum Chef des ukrainischen Lancier-Regiments ernannt. Ab dem 10. April 1832 fungierte er als Generalinspektor der gesamten Reservekavallerie. Er zeichnete sich auch 1831 bei der Niederschlagung des Aufstands in Polen  aus. Für seine Tapferkeit in der Schlacht bei Grochów erhielt er den goldenen Säbel mit Diamanten verliehen. Er wurde dabei am rechten Knie verwundet und am 18. Oktober 1831 mit dem Orden des Hl. Georg 2. Klasse ausgezeichnet.
Am 5. Juni 1838 ging Witt zur Behandlung seiner Kriegsverletzungen ins Ausland, von wo er am 15. November zurückkehrte. Bald wurde eine nicht näher definierte "Halskrankheit" diagnostiziert. Obwohl erst 58 Jahre alt, wirkte er bald wie ein Greis: Er wurde immer schwächer, litt an schwerer Taubheit und musste zur Behandlung ins Ausland gebracht werden. Die Behandlung war nicht erfolgreich, und im Juli 1840 verstarb Graf Witt. Nadeshda Fedorowna Petrischchewa, die Witwe eines ehemaligen Kollegen, begleitete den Patienten zur See auf die Krim, wo er verstarb, seine Überreste wurden auf dem Friedhof des St.-Georgs-Klosters von Klosters von Jewpatoria bestattet.